# Giles Farnaby
Giles Farnaby (Truro, 1563 – Londres, 25 de noviembre de 1640) fue un compositor y virginalista inglés de finales del renacimiento e inicios del barroco.

## Resumen biográfico
Nacido según algunas fuentes en Truro, capital de Cornualles, según otras en Londres, fue hijo de un notable londinense, probable pariente de Thomas Farnaby (1575-1647) y ciertamente primo de Nicholas Farnaby (1560-1630), quien le enseñó música. Atraído por el arte de su primo, fabricante de teclados, Giles compuso la mayoría de sus obras para virginal. Casado con Katherine Roane el 25 de mayo de 1587, con quien en 1591 tuvo la primera de cinco hijas. El 7 de julio de 1592 obtiene su título en la Universidad de Oxford, exactamente el mismo día y lugar de graduación de otro compositor reconocido: John Bull. Luego fue profesor de música en la casa de Sir Nicholas Saunderson en Fillingham. En 1614 regresó a Londres, donde murió en 1640 a la edad de 77 años.

## Obras
De las muchas composiciones que realizó durante su vida solamente se conservan 52, 51 de las cuales están incluidas en Fitzwilliam Virginal Book, donde se encuentran además cuatro partituras de su hijo Richard (1594-1623). Todas son obras para teclado.